# Disterigma alaternoides
Disterigma alaternoides là một loài thực vật có hoa trong họ Thạch nam. Loài này được (Kunth) Nied. mô tả khoa học đầu tiên năm 1889.

## Hình ảnh

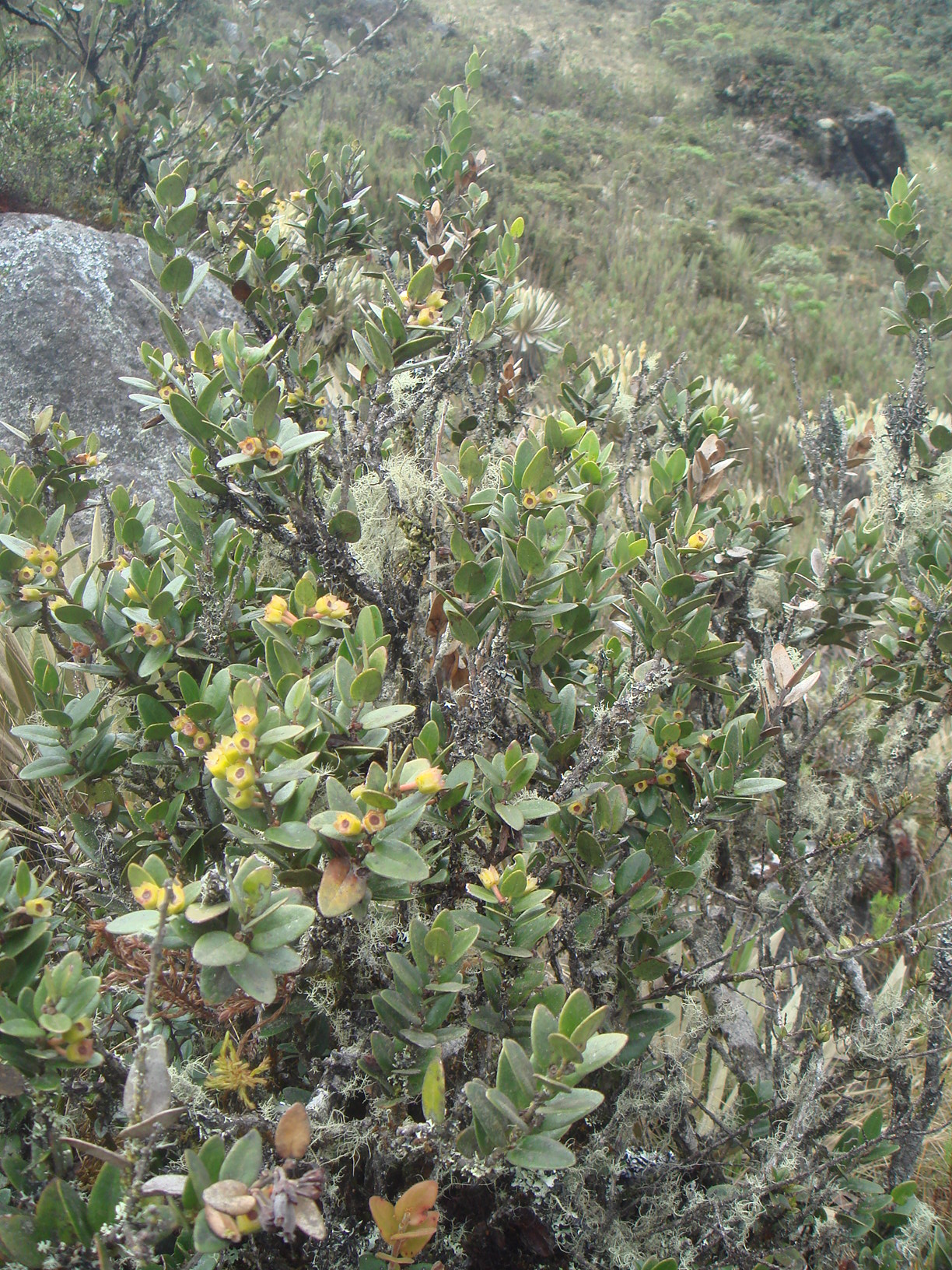
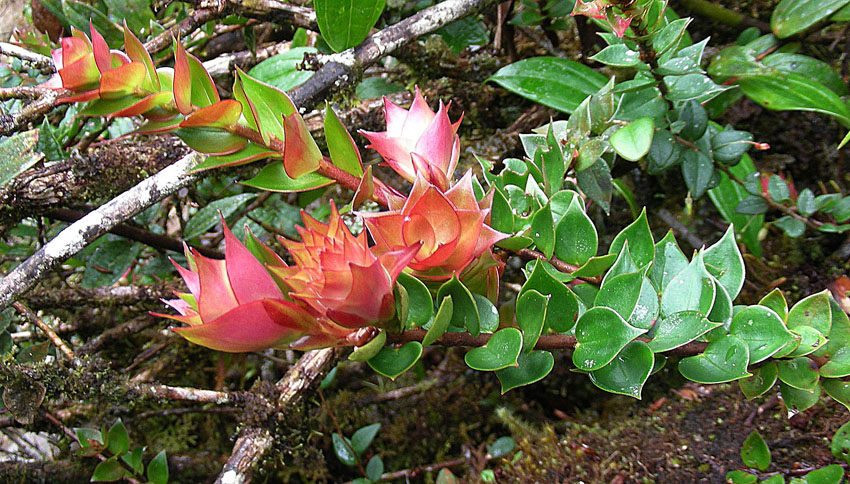
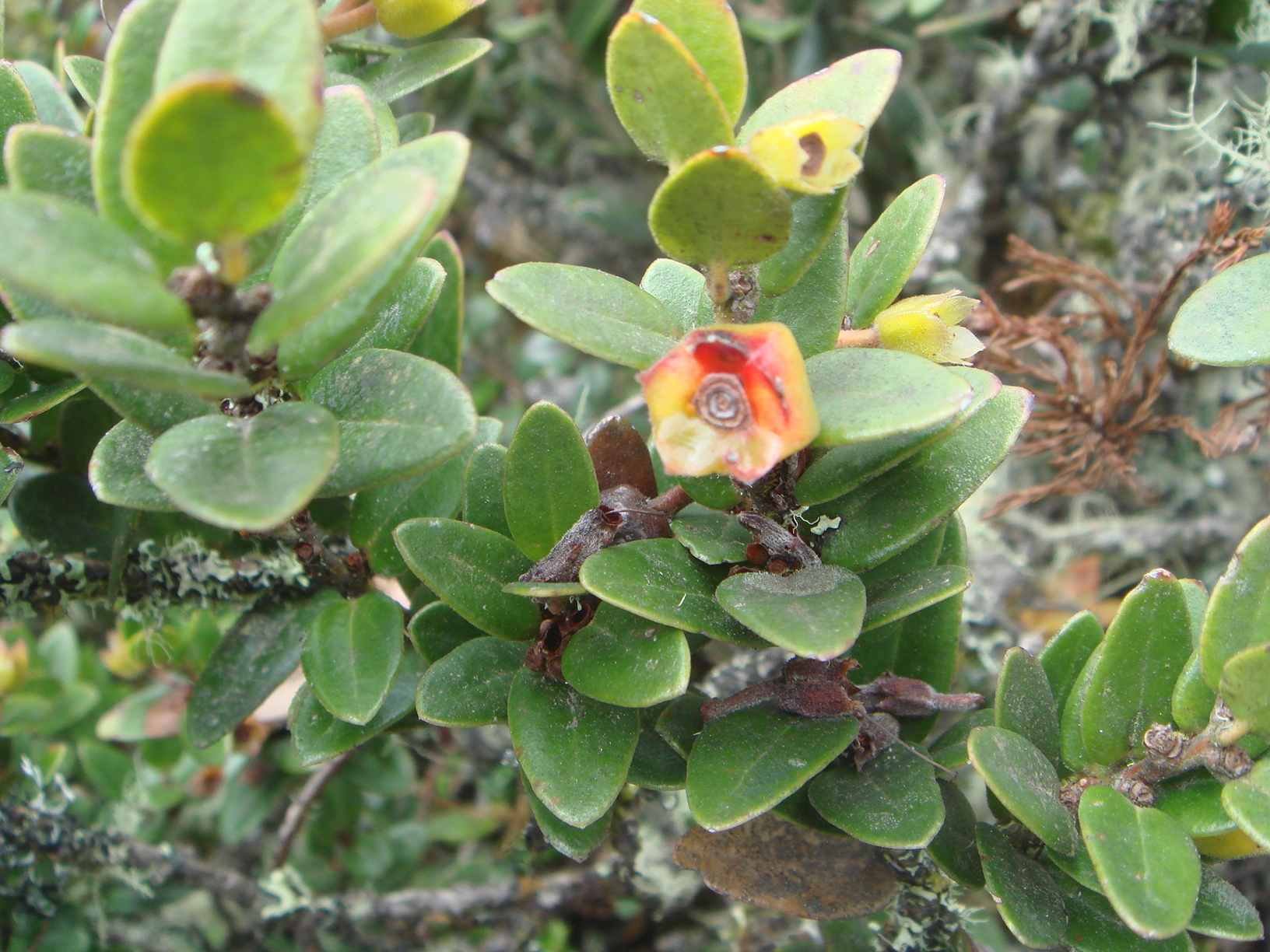